# Аламблак (язык)
Аламблак (Alamblak) — папуасский язык, распространённый на севере Папуа — Новой Гвинеи, в провинции Ист-Сепик. Относится к группе аламблак сепикской языковой семьи.

## Социолингвистическая информация
Носители языка аламблак традиционно делятся на шесть социальных групп. Четыре из них живут в девяти деревнях в бассейнах рек Каравари и Вагупмери и говорят на диалекте каравари; другие две живут в четырёх деревнях к юго-востоку от озера Кувенмас и говорят на диалекте кувенмас. Эти диалекты существенно отличаются друг от друга.
Аламблак находится под угрозой исчезновения.

## Типологическая характеристика
Аламблак считается агглютинативным полисинтетическим языком.

### Тип выражения грамматических значений
| (1) | fiñji                    | yay-kah-r-m     |
|     | neg                      | eat-irr-3sm-3pl |
|     | ‘He is not eating them.’ |                 |

### Характер границы между морфемами
Несмотря на то что для языка аламблак характерна агглютинация, некоторые грамматические значения, например лица, числа и рода, в нём выражаются кумулятивно.
| (2) | hoit-wë-r               |
|     | sick-pr.impf-3sm        |
|     | ‘He is sleeping.’       |
| (3) | dbëna-më-w-m            |
|     | sick-r.pst-impf-3pl     |
|     | ‘They were being sick.’ |

### Локус маркирования

#### В посессивной именной группе
В посессивной именной группе в языке аламблак имеет место зависимостное маркирование: посессор маркируется показателем родительного падежа -(h)o или -oh.
| (4) | yira-r-ho         | moh-t    |
|     | fish-3sm-gen      | hole-3sf |
|     | ‘the fish’s hole’ |          |

#### В предикации
В предикации имеет место вершинное маркирование: глагол согласуется с подлежащим (опционально также с дополнением) по лицу, числу и роду (только в 3-м лице единственного числа); при этом ни у подлежащего, ни у дополнений нет падежных показателей.
| (5) | yima-r                   | kuñ-t     | fknay-më-r-t        |
|     | person-3sm               | house-3sf | enter-r.pst-3sm-3sf |
|     | ‘A man entered a house.’ |           |                     |
| (6) | yima-r                   | kuñ-t     | fknay-më-r          |
|     | person-3sm               | house-3sf | enter-r.pst-3sm     |
|     | ‘A man entered a house.’ |           |                     |

### Тип ролевой кодировки
Тип ролевой кодировки — аккузативный при вершинном маркировании: как непереходный, так и переходный глагол обязательно согласуется с подлежащим. Согласование с дополнением возможно, но не обязательно, если оно выражено полной именной группой (примеры (5) и (6)), и зависит от актуального членения клаузы.
| (7) | yima-r        | noh-më-r      |
|     | person-3sm    | die-r.pst-3sm |
|     | ‘A man died.’ |               |

Также см. выше примеры (5) и (6).

### Базовый порядок слов
Базовый порядок слов в языке аламблак — SOV (подлежащее — дополнение — сказуемое) (см. выше примеры (5) и (6)).

## Особенности

### Показатели лица, числа и рода
Показатели лица, числа и рода в языке аламблак присоединяются к именным группам и означают лицо, число и род (только в 3-м лице единственного числа) главного существительного группы.
|          |          | Ед. ч. | Дв. ч. | Мн. ч. |
| -------- | -------- | ------ | ------ | ------ |
| 1-е лицо | 1-е лицо | -a(n)  | -në(n) | -nëm   |
| 2-е лицо | 2-е лицо | -∅(n)  | -fɨn   | -kë(m) |
| 3-е лицо | М. р.    | -r     | -f     | -m     |
| 3-е лицо | Ж. р.    | -t     | -f     | -m     |

Примеры форм с основой yima- ‘человек’:
| Форма    | Глоссы (англ.) | Перевод                       |
| -------- | -------------- | ----------------------------- |
| yima-m   | person-3pl     | ‘люди’                        |
| yima-kë  | person-2pl     | ‘вы, люди’ (англ. you people) |
| yima-nëm | person-1pl     | ‘мы, люди’ (англ. we people)  |
| yima-r   | person-3sm     | ‘мужчина’                     |
| yima-t   | person-3sf     | ‘женщина’                     |

#### Род существительного
Бо́льшая часть корней существительных употребляется с обоими показателями рода. У корней, означающих людей и высших животных, например собак и свиней, выбор суффикса -r или -t зависит от биологического пола референта (ср. yima-r ‘мужчина’ и yima-t ‘женщина’).
Прочие существительные (неодушевлённые, а также означающие животных, пол которых неважен) чаще употребляются с одним из суффиксов в зависимости от физической формы референта. Суффикс -r употребляется с корнями, означающими высокие, длинные и узкие объекты (например, стрелы, сигнальные барабаны; крокодилов, длинных змей), в то время как суффикс -t — с корнями, означающими короткие и широкие объекты (дома, щиты; черепах, лягушек, насекомых). Употребление корня с нетипичным суффиксом для неодушевлённых слов, как правило, свидетельствует о необычной форме референта (например, kuñ-r при нормальном kuñ-t ‘дом’ может означать необычно длинный дом), а для одушевлённых — о том, что пол референта важен для высказывания. Тем не менее, из этого правила есть исключения: например, doh-t ‘каноэ’ — слово женского рода, хотя каноэ обычно длинные и узкие.

## Сокращения
- gen — родительный падеж
- impf — имперфектив[англ.]
- irr — ирреалис
- neg — отрицание
- pr — настоящее время
- r.pst — давнопрошедшее время (не менее чем за два дня до момента речи[13])
- 1pl — 1-е лицо, множественное число
- 2pl — 2-е лицо, множественное число
- 3pl — 3-е лицо, множественное число
- 3sf — 3-е лицо, единственное число, женский род
- 3sm — 3-е лицо, единственное число, мужской род
- Ед. ч. — единственное число
- Дв. ч. — двойственное число
- Мн. ч. — множественное число
- М. р. — мужской род
- Ж. р. — женский род